# Люболеш
Люболеш (на албански: Lubalesh или Lubaleshi, Лубалеш) е село в Република Албания в община Булкиза, административна област Дебър.

## География
Селото понякога е смятано за част от историкогеографската област Голо бърдо.

## История

### В Османската империя
Според статистиката на Васил Кънчов („Македония. Етнография и статистика“) към началото на XX век Люблешъ е част от Грика Маде (Голема река) и е чисто албанско – в него живеят 160 души арнаути мохамедани.
На Етнографската карта на Битолския вилает на Картографския институт в София от 1901 година Лебулеш е чисто албанско село в Дебърската каза на Дебърския санджак с 27 къщи.

### В Албания
След Балканската война в 1912 година селото попада в Албания.
В 1915 година, по време на Първата световна война, селото е анексирано от Царство България. Към 1 март 1916 година Лублешъ е част от Горицката община на българската Дебърска околия.
В 1940 година Миленко Филипович пише че Любелези (Љубелези) или Люболеш (Љуболеш) е вече чисто мюсюлманско село в Голо бърдо с около 40 къщи „мюсюлмани сърби“, които вече говорят и албански. В селото има остатъци от православна църква и гробище.
Според Божидар Видоески в Люболези живеят „македонци мюсюлмани“.
До 2015 година е част от община Горица.